# Кастильон, Алексис де
Алексис де Кастильон, виконт де Сен-Виктор (13 декабря 1838, Шартр, Эр и Луар — 5 марта 1873, Париж) — французский композитор.

## Биография
Представитель старой дворянской семьи династии Лангедоков. Родители предназначали его с детства к военной карьере, однако Кастильон отказался от этого в пользу музыки, которую стал изучать сначала на родине, а затем фортепиано и композицию в Парижской консерватории. Ученик Сезаря Франка, Виктора Массе и Шарля Делиу Савиньяка.
С 1856 года обучался Военной академии Сен-Сира. Затем служил офицером кирасирского, позже уланского полка.
Несмотря на слабое здоровье, добровольцем участвовал с 1870 года в франко-прусской войне, однако заболел и был демобилизован в 1871 году.
В феврале 1871 года участвовал совместно с Роменом Бюссином, Камилем Сен-Сансом и Анри Дюпарком в создании Национального музыкального общества, ставившего своей задачей развитие современной французской музыки и исполнение сочинений живущих композиторов. 
Умер от осложнений, вызванных лихорадкой в 1873 году.

## Творчество
Алексис де Кастильон — автор классической музыки. Издал несколько произведений камерной музыки (фортепианные квинтет, квартет и трио), много фортепианных пьес и романсов, в рукописи оставил фортепианный концерт и симфоническую увертюру «Torquato Tasso», 2 оркестровые сюиты, симфонию, мессу и псалом.

## Избранные сочинения
Пьесы для фортепиано
- Première suite op. 5;
- Cinq pièces dans le style ancien op. 9 (1871);
- Deuxième suite op. 10;
- Six valses humoristiques op. 11;
- Pensées fugitives (Aveu, Première Mazurka, Causerie, Regrets, Deuxième Mazurka, Feu Follet, Bayadère, Extase, Colombine, Appel du Soir, Troisième Mazurka)

Камерная музыка
- Quintette avec piano op. 1 (1864);
- Quatuor à cordes en la mineur op. 3;
- Trio no 1 avec piano op. 4;
- Sonate pour violon et piano op. 6;
- Quatuor avec piano en sol mineur op. 7 (1869);
- Trio no 2 avec piano (sans n° d’op.).

Оркестровая музыка
- Concerto pour piano et orchestre en ré majeur op. 12 (1871);
- Esquisses symphoniques op. 15 (1872);
- Paraphrase du Psaume 84 pour soli, chœurs et orchestre op. 17.